# Râul Cuca, Argeș
Râul Cuca este unul din cele două brațe care formează Râul Târgului. 